# Municipio de Spring Hill (Kansas)
El municipio de Spring Hill (en inglés: Spring Hill Township) es un municipio ubicado en el condado de Johnson en el estado estadounidense de Kansas. En el año 2010 tenía una población de 2021 habitantes y una densidad poblacional de 33,81 personas por km².

## Geografía
El municipio de Spring Hill se encuentra ubicado en las coordenadas 38°46′42″N 94°48′57″O / 38.77833, -94.81583. Según la Oficina del Censo de los Estados Unidos, el municipio tiene una superficie total de 59.76 km², de la cual 59,07 km² corresponden a tierra firme y (1,17 %) 0,7 km² es agua.

## Demografía
Según el censo de 2010, había 2021 personas residiendo en el municipio de Spring Hill. La densidad de población era de 33,81 hab./km². De los 2021 habitantes, el municipio de Spring Hill estaba compuesto por el 95,5 % blancos, el 1,34 % eran afroamericanos, el 0,54 % eran amerindios, el 0,69 % eran asiáticos, el 0,49 % eran de otras razas y el 1,43 % eran de una mezcla de razas. Del total de la población el 2,62 % eran hispanos o latinos de cualquier raza.